# Бейт-Цури, Элияху
Элияху Бейт-Цури (10 февраля 1922 — 22 марта 1945) — член еврейской подпольной организации «ЛЕХИ», один из убийц британского политика, министра по делам Ближнего Востока Уолтера Эдварда Гиннесса.

## Биография
Родился Элияху в 1922 году в Тель-Авиве. Учился в гимназии «Бальфур» и Еврейском университете в Иерусалиме. Присоединился к подпольной военной организации «Иргун», но потом перешёл в «Лехи».
6 ноября 1944 года вместе с Элияху Хакимом участвовал в убийстве лорда Эдварда Гиннесса (барона Мойна) в Гезире, пригороде Каира. С места покушения они пытались скрыться на велосипедах, но были схвачены египетской полицией. Двадцатилетние юноши не стали отстреливаться от полицейских, поскольку, по их мнению, те — в отличие от лорда Мойна — не были ни в чём повинны.

## Приговор и казнь
В суде Элияху Бейт-Цури произнёс речь, которая показывала его как «борца за свободу своего народа, а не как ярого сиониста», чем заработал поддержку даже египетского общественного мнения.
Они оба не протестовали против предъявленного обвинения, но заявили в зале суда: «Мы боремся за свободу… Если мы и взялись за оружие, то только потому, что другого выхода не было». Главный раввин Египта, который провел с приговорёнными ночь перед казнью, впоследствии рассказал, что они до конца сохраняли спокойствие.
22 марта 1945 года Элияху Бейт-Цури и Элияху Хаким были казнены англичанами через повешение.
В 1975 году их прах был доставлен в Израиль и захоронен на горе Герцля в Иерусалиме.